# Memoria (Album)
Memoria ist das dritte Studioalbum der Band Erreway aus dem Jahr 2004. Es ist zugleich der Soundtrack des Kinofilms Erreway 4 Caminos, welche die Fortsetzung der argentinischen Fernsehserie Rebelde Way. Produziert wurde das Album vom Label Yair Dori International unter Cris Morena (alias Maria Cristina DeGiacomi), die Songs wurden von Maria Cristina DeGiacomi und Carlos Nilson geschrieben.

## Trackliste
1. Memoria (4:34)
2. Solo Se (4:22)
3. De Aquí de Allá (3:15)
4. Asignatura Pendiente (4:00)
5. No Hay Que Llorar (3:38)
6. Dame (4:07)
7. Bandera Blanca (3:31)
8. Mañana Habrá (3:14)
9. Vivo Como Vivo (3:19)
10. Perdiendo Ganando (3:22)
11. Que Se Siente (4:25)

## Besonderheit
Nicht alle Songs des Albums wurden im Kinofilm eingebunden. Den Gesang übernahmen alle vier Bandmitglieder. Zu dem Album wurden zwei Singles veröffentlicht, „Que Se Siente“ und „Memoria“, wobei der Song „Memoria“ auf beiden Singles erschien. Ein Video zu Memoria gab es erst mit dem Beendigung des Kinofilms. Chartplatzierungen sind in Europa nicht bekannt.

## Coverdesign
Das Cover zeigt die vier Sänger, welche zugleich die Hauptpersonen des Films sind. Auf dem kompletten Cover ist das Logo der Band (ein Stern mit einem „R“ in einem Kreis, welcher sich in der Mitte des Sterns befindet) in einem schwachen durchsichtigen weißen bis gräulichen Ton zu erkennen.